# Balthasar Neumann

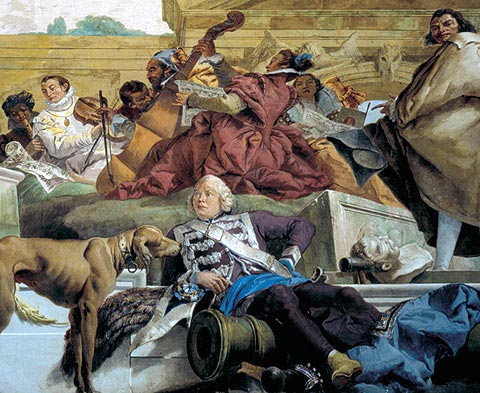
portret van Balthasar Neumann door Giambattista Tiepolo in het fresco boven het trappenhuis in de Residentie van Würzburg

Johann Balthasar Neumann (Cheb, 27 januari 1687 - Würzburg, 19 augustus 1753) was een Duitse architect tijdens de barok en het rococo. Voorbeelden van zijn werk zijn de Residentie in Würzburg (Unesco-werelderfgoed) en de bedevaartkerk Vierzehnheiligen (vanaf 1743).
- Bibsys: 90209724
- Bibliothèque nationale de France: cb14963573t (data)
- Gemeinsame Normdatei: 118587269
- International Standard Name Identifier: 0000 0001 2143 5992
- KulturNav: 2ac69b67-62ec-424b-8e90-5df0192dba7a
- Library of Congress Control Number: n82032636
- Nationale Bibliotheek van Letland: 000226702
- Nationale Bibliotheek van Tsjechië: pna2006322414
- Nationale Bibliotheek van Israël: 987007275500505171
- Nederlandse Thesaurus van Auteursnamen: 06890021X
- RKD-Nederlands Instituut voor Kunstgeschiedenis: 59221
- LIBRIS: 294290
- Système universitaire de documentation: 027337995
- Trove: 932363
- Union List of Artist Names: 500024433
- Virtual International Authority File: 92266971
- WorldCat: E39PBJpYxrx4dmc9Q7rmgXK68C